# هاينس باول شميد
هاينس باول شميد (بالإيطالية: Hannes Paul Schmid)‏ هو متزحلق جبال الألب إيطالي، ولد في 19 نوفمبر 1980 في برونيك في إيطاليا.

## وصلات خارجية
- هاينس باول شميد على موقع الاتحاد الدولي للتزلج (التزلج على المنحدرات الثلجية) (الإنجليزية)
- هاينس باول شميد على موقع أوليمبيديا (الإنجليزية)